# Roman Sklyar
Roman Vasilievici Sklear (în kazahă Роман Васильевич Скляр; n. 8 mai 1971, Pavlodar, Kazahstan) este un politician și economist kazah, care ocupă în prezent funcția de prim-viceprim-ministru din ianuarie 2022. În această perioadă, a fost temporar prim-ministru interimar al Kazahstanului în februarie 2024.
Sklear a fost viceprimar al orașului Pavlodar între 2005 și 2006, viceguvernator și prim-viceguvernator al regiunii Pavlodar între 2008 și 2011, viceministru al Transporturilor și Comunicațiilor între 2011 și 2013, deputat și viceministru al Economiei Naționale în 2016, viceministru și prim-viceministru pentru Investiții și Dezvoltare între 2016 și 2019, precum și ministru al Industriei și Dezvoltării Infrastructurii în 2019.

## Biografie
Roman Vasilievici Sklear s-a născut în orașul Pavlodar. A absolvit Universitatea de Stat din Pavlodar cu specializarea în Inginerie Civilă, Institutul de Afaceri Moderne din Moscova cu specializarea în Economie și Institutul Kazah de Drept și Relații Internaționale.

## Carieră
Și-a început activitatea profesională în 1989 ca montator și instalator la Ekibastuzugleavtomatika MNU, apoi a lucrat ca inginer de securitate la Vahinvest JV și în diverse structuri comerciale.
Între 2005 și 2006, Sklear a ocupat funcțiile de șef de cabinet și viceprimar al orașului Pavlodar. În perioada 2006–2007 a activat ca șef al departamentului de dezvoltare a infrastructurii în primăria din Astana. Din 2007 a fost director al Departamentului Energie și Utilități Publice al orașului Astana. Între 2008 și 2011 a ocupat funcțiile de viceguvernator și prim-viceguvernator al regiunii Pavlodar.
În mai 2011, Sklear a devenit viceministru al Transporturilor și Comunicațiilor. Între 2014 și 2016, a activat ca vicepreședinte al Kazakhstan Temir Zholy JSC.
La alegerile din 20 martie 2016, Sklear a fost ales în Parlament pe lista partidului Nur Otan, unde a fost președinte al Comitetului pentru Reformă Economică și Dezvoltare Regională. Din mai până în decembrie 2016, a ocupat funcția de viceministru al Economiei Naționale.
La 23 decembrie 2016, Sklear a fost numit viceministru pentru Investiții și Dezvoltare, iar din 18 ianuarie 2018 a fost prim-viceministru. După demiterea guvernului condus de Bakhytjan Sagintayev⁠(d), la 21 februarie 2019, Sklear a fost numit ministru al Industriei și Dezvoltării Infrastructurii la 25 februarie, în guvernul premierului Askar Mamin.
La 18 septembrie 2019 a fost numit viceprim-ministru.
La 5 februarie 2024, guvernul lui Alihan Smaiylov a demisionat. Președintele Qasym-Jomart Toqaev l-a numit pe Sklear prim-ministru interimar al Kazahstanului. A fost înlocuit a doua zi de succesorul său ales legal, Oljas Bektenov.